# Éden à l'ouest
Éden à l'ouest (Grieks: Παράδεισος στη Δύση, Paradisos sti disi) is een Frans-Grieks-Italiaanse dramafilm uit 2009 onder regie van Costa-Gavras.

## Verhaal
De illegale immigrant Elias trekt via Griekenland langs de Middellandse Zeekust. Hij wil op die manier naar Parijs reizen. Om zijn bestemming te bereiken moet hij uit de handen van de autoriteiten blijven.

## Rolverdeling
- Riccardo Scamarcio: Elias
- Odysseas Papaspiliopoulous: Vriend van Elias
- Léa Wiazemsky: Nina
- Tess Spentzos: Vriendin van Nina
- Kristen Ross: Vriendin van Nina
- Stella-Melina Vasilaki: Hostess
- Gil Alma: Bob
- Éric Caravaca: Hoteldirecteur
- Marissa Triandafyllidou: Hoteldirectrice
- Konstantinos Markoulakis: Yvan
- Mona Achache: Marie-Lou
- Alexandre Bancel: Bernard
- Juliane Köhler: Christina Lisner
- Igor Raspopov: Leonid
- Ina Tsolakis: Vrouw van Leonid
- Michel Robin: het oud mannetje op het Lido